# Остеотомия

Вальгусная остеотомия (чёрная линия — механическая ось)

Остеотомия (лат. osteotomia, от др.-греч. ὀστέον — «кость» + др.-греч. τέμνω — «режу») — хирургическая операция, при которой кость разрезается, чтобы её сократить или удлинить или изменить положение её частей относительно оси (выровнять).
Иногда остеотомию выполняют для исправления hallux valgus или для выпрямления кости, которая искривилась после перелома. Остеотомия также используется для коррекции деформации бедра (coxa vara; подробнее см. Дисплазия тазобедренного сустава), дефектов вальгусной деформации (Genu Valgum) и варусной деформации (Genu Varum). 
Остеотомия производится, как правило, под общим наркозом; для выполнения операции используют специальный хирургический инструмент.
Из-за серьёзного характера этой процедуры реабилитационный период может быть довольно длительным. Тщательная консультация с врачом важна для обеспечения надлежащего планирования на этапе выздоровления.